# انرژی ویژه مداری
در بحث مربوط به برهمکنش دو جسم انرژی ویژه مداری (انگلیسی:Specific orbital energy) {\displaystyle {\epsilon }} دو جرم در گردش حول گرانیگاه مشترک مجموع ثابتی از انرژی‌های جنبشی ({\displaystyle {\epsilon _{k}}}) و پتانسیل ({\displaystyle {\epsilon _{p}}}) بر جرم کاهش یافته ({\displaystyle {\mu }}) آنهاست که مطابق با معادله قانون بقای انرژی مداری با زمان تغییر نمی‌کند.
{\displaystyle \epsilon =\epsilon _{k}+\epsilon _{p}\!}
{\displaystyle \epsilon ={v^{2} \over {2}}-{\mu  \over {r}}=-{1 \over {2}}{\mu ^{2} \over {h^{2}}}\left(1-e^{2}\right)=-{\frac {\mu }{2a}}}
که:
- {\displaystyle v\,\!} سرعت نسبی مداری،
- {\displaystyle r\,\!} فاصله یا موقعیت مداری دو جسم نسبت به هم،
- {\displaystyle \mu ={G}(m_{1}+m_{2})\,\!} مجموع پارامتر گرانشی استاندارد[۵] برای هردو جسم است،
- {\displaystyle h\,\!} مقدار اندازه تکانه زاویه‌ای نسبی ویژه[۶] که معادل مجموع تکانه‌های زاویه‌ای هردو جسم بر جرم کاهش یافته‌است،
- {\displaystyle e\,\!} مقدار خروج از مرکز مداری و
- {\displaystyle a\,\!} اندازه یا بزرگی نیم محور بزرگ[۷] است.

یکای اندازه گیره انرژی ویژه مداری در دستگاه بین‌المللی اندازه‌گیری و یکاها اس آی J/kg هم ارز با m2·s−2 و معادله ابعادی آن {\displaystyle L^{2}T^{-2}} است. برای یک مدار بیضوی با خروج از مرکز کمتر از ۱ مقدار انرژی ویژه مداری معادل منفی انرژی اضافه لازم برای شتاب دادن جرم یک کیلوگرمی با سرعت گریز است (سرعتی که آن را در مدار سهمی قرار می‌دهد). برای یک مدار هذلولی این انرژی معادل با مازاد انرژی با علامت مثبت نسبت به مدار سهمی است. در مورد اخیر انرژی ویژه مداری به انرژی شاخص ارجاع شده‌است.

## معادله برای مدارهای مختلف
برای یک مدار بیضوی هنگامی که معادلهٔ انرژی ویژه مداری با پایستگی تکانه زاویه‌ای ویژه ترکیب شده و در یکی از نقاط اوج یا حضیص مداری نوشته شود به صورت زیر ساده خواهد شد:
{\displaystyle \epsilon =-{\mu  \over {2a}}\,\!}
که در آن {\displaystyle \mu ={G}(m_{1}+m_{2})\,\!} پارامتر گرانشی استاندارد کل و {\displaystyle a} اندازه یا بزرگی نیم محور بزرگ است.
برای نشان دادن این رابطه با نوشتن معادلهٔ انرژی برای نقطه‌ای دلخواه از مدار و تقسیم طرفین تساوی بر مجموع جرم‌ها به رابطهٔ زیر می‌رسیم که در آن همزمان پارامترهای انرژی ویژه مداری و تکانه زاویه‌ای نسبی وجود دارند:
{\displaystyle \epsilon ={v^{2} \over {2}}-{\mu  \over {r}}}
از آنجا که این معادلا برای تمامی نقاط مداری صدق می‌کنند می‌توان آن را برای یک نقطه خاص مثلاً نقطه حضیض مداری بکار برد با توجه به اینکه این نقطه ویژه یک نقطهٔ عطف یا بازگشت منحنی است و بردار سرعت مداری هیچ مؤلفهٔ شعاعی ندارد و تنها شامل مؤلفهٔ مماسی است بر بردار شعاع عمود است می‌توان رابطهٔ {\displaystyle {h}={v_{p}}{r_{p}}} یا معادل آن {\displaystyle {v_{p}}={{h} \over {r_{p}}}} را نوشت که با توجه به این نکته که برای حضیض تساوی {\displaystyle r_{p}=a(1-e)} برقرار است، ادامه می‌دهیم:
{\displaystyle {v_{p}^{2}}={h^{2} \over {rp}^{2}}={h^{2} \over {a^{2}(1-e)}^{2}}={\mu a(1-e^{2}) \over {a^{2}(1-e)}^{2}}={\mu (1-e^{2}) \over {a(1-e)}^{2}}\,\!}
و با بازنویسی رابطه انرژی برای حضیض مداری ادامه می‌دهیم:
{\displaystyle \epsilon ={v_{p}^{2} \over {2}}-{\mu  \over {r_{p}}}={\mu  \over {a}}{\left[{(1-e^{2}) \over {2(1-e)}^{2}}-{1 \over {(1-e)}}\right]}={\mu  \over {a}}{\left[{{(1-e)(1+e)} \over {2(1-e)}^{2}}-{1 \over {(1-e)}}\right]}}
{\displaystyle ={\mu  \over {a}}{\left[{(1+e) \over {2(1-e)}}-{2 \over {2(1-e)}}\right]}={\mu  \over {a}}{\left[{{e-1} \over {2(1-e)}}\right]}=-{\mu  \over {2a}\,\!}}
برای یک مدار سهمی این معادله به صورت حدی {\displaystyle \epsilon =0\,\!} ساده می‌شود، و برای مدار هذلولی بسته به علامت {\displaystyle a} از رابطه بالا می‌توان استفاده کرد یا آن را به صورت {\displaystyle \epsilon ={\mu  \over {2a}}\,\!} بازنویسی کرد؛ با این توجه که در این وضع مقدار انرژی مثبت و بیشتر از صفر است.
در حالت اخیر انرژی ویژه مداری برابر است با مازاد انرژی برای مدار سهموی و به انرژی شاخص ({\displaystyle {C_{3}}}) ارجاع شده. برای این انرژی و سرعت نهایی در فاصله بی‌نهایت دور در مدار هذلولی رابطه زیر را برقرار است:
{\displaystyle 2\epsilon =C_{3}=v_{\infty }^{2}\,\!}
که در مأموریتهای بین سیاره‌ای کاربرد دارد.
خلاصه آنکه اگر بردار شعاع مداری ({\displaystyle \mathbf {r} \,\!}) و بردار سرعت مداری ({\displaystyle \mathbf {v} \,\!}) در یک نقطهٔ مداری معلوم باشند، با کمک جرم کاهش ({\displaystyle \mu \,\!}) یافته می‌توان انرژی ویژه مداری ({\displaystyle \epsilon \,\!}) را برای تمام نقاط تعیین کرد.

## نرخ تغییرات
برای یک مدار بیضوی که اندازهٔ نیم محور بزرگ در آن {\displaystyle a\,\!} است آهنگ تغییرات انرژی مداری با تغییر در بزرگی کمیت اخیر معادل است با:
{\displaystyle {\frac {\mu }{2a^{2}}}\,\!}
که در آن {\displaystyle \mu \,\!} جرم کاهش یافته‌است. در صورتی که پیش فرض خاصی در مورد علامت {\displaystyle a\,\!} قرارداد نشود هم این رابطه در حالت کلی و برای هر نوع مداری برقرار است.
به ویژه در حالت مدار دایره‌ای، این آهنگ معادل است با نصف شتاب جاذبه محلی یعنی شتاب سقوط برای جسمی در فاصله‌ای به دوری مدار؛ این نتیجه مرتبط است به این حقیقت که برای یک مدار دایره‌ای انرژی کل معادل است با نصف انرژی پتانسیل، با این توجه که انرژی جنبشی خود برابر با منهای یک دوم انرژی پتانسیل است.

## انرژی مازاد[۱۰](بعلاوه)
اگر جسم مرکزی دارای شعاع {\displaystyle R\,\!} باشد، در اینصورت انرژی مازاد لازم برای قرار گرفتن در مدار بیضوی نسبت به حالت باقی ماندن بر روی سطح به صورت زیر خواهد بود:
{\displaystyle \ -{\frac {\mu }{2a}}-{({-}{\frac {\mu }{R}})}={-}{\frac {\mu }{2a}}+{\frac {\mu }{R}}={\frac {\mu (2a-R)}{2aR}}}
- این انرژی برای اجسام نزدیک زمین تا اندکی از سطح {\displaystyle R/2} بالاتر رابطهٔ بالا به صورت ساده‌تر {\displaystyle (2a-R)g} در می‌آید؛ مقدار کمیت {\displaystyle 2a-R} درست برابر ارتفاع مدار بیضوی کشیده شده تا سطح به اضافه مسافت حضیضی[۱۱] (مسافت کشیده شده بسمت خارج از مرکز زمین تا مدار بیضوی)، که مقدار اخیر ضربدر شتاب جاذبه معادل با انرژی جنبشی مؤلفه افقی سرعت مداری است.

## مثالها

### ایستگاه فضایی بین‌المللی(ISS)
ایستگاه فضایی بین‌المللی داری دوره تناوب ۹۱٬۷۴ دقیقه معادل با تقریباً ۵۵۰۴ ثانیه است، بنابراین نیم محور بزرگ مداری معادل با ۶۷۳۸ متر دارد. انرژی ویژه مداری {\displaystyle MJ/kg} ۲۹٬۶− و انرژی پتانسیل {\displaystyle MJ/kg} ۵۹٬۲− و انرژی جنبشی {\displaystyle MJ/kg} ۲۹٬۶
است. برای مقایسه انرژی پتانسیل روی سطح {\displaystyle MJ/kg} ۶۲٬۶− است که انرژی پتانسیل مازادی بالغ بر {\displaystyle MJ/kg} ۳٬۴ را ایجاب می‌کند، کل انرژی مازاد {\displaystyle MJ/kg} ۳۳ است. سرعت متوسط {\displaystyle km/s} ۷٬۷ است و تغییر سرعت خالص برای رسیدن به این سرعت حدود {\displaystyle km/s} ۸٬۱ است (تغییر سرعت واقعی به دلیل مقاومت جوی و مقاومت جاذبه به‌طور معمول بین ۱٬۵ تا ۲کیلومتر بر ثانیه بیشتر است).
در فاصله {\displaystyle km} ۱۰۰ از زمین (شعاع برابر با {\displaystyle km} ۶۴۷۱):
انرژی {\displaystyle MJ/kg} ۳۰٬۸− است؛ انرژی پتانسیل {\displaystyle MJ/kg} ۶۱٬۶− و انرژی جنبشی {\displaystyle MJ/kg} ۳۰٬۸، در قیاس با انرژی پتانسیل روی سطح با مقدار {\displaystyle MJ/kg} ۶۲٬۶−. انرژی مازاد پتانسیل هم {\displaystyle MJ/kg} ۱٬۰ و بالاخره انرژی مازاد کل {\displaystyle MJ/kg} ۳۱٬۸ است.
نرخ افزایش انرژی {\displaystyle J/kg} ۴٬۸ به ازاء هر متر است؛ این نرخ مرتبط با نصف جاذبه محلی به بزرگی {\displaystyle m/s^{2}} ۹٬۵ می‌شود. سرعت {\displaystyle km/s} ۷٬۸ و تغییر سرعت خالص {\displaystyle km/s} ۸٬۰ است.
با اکتساب چرخش زمین برای آغاز از استوا مقدار تغییر سرعت چیزی حدود {\displaystyle km/s} ۰٬۴۶ کمتر
(در صورت پرتاب یا حرکت به سمت شرق) یا بیشتر (پرتاب یا حرکت به غرب) است.

### وویجر ۱[۱۵]
برای وویجر ۱، نسبت به خورشید با پارامتر گرانشی استاندارد:
km3s−2 ۱۳۲٬۷۱۲٬۴۴۰٬۰۱۸ = {\displaystyle \mu =GM\,\!}
و شعاع r = ۱۷ میلیارد کیلومتر و سرعت v = ۱۷٬۱ km/s
{\displaystyle \epsilon =\epsilon _{k}+\epsilon _{p}={v^{2} \over {2}}-{\mu  \over {r}}}
{\displaystyle ={146{km^{2}s^{-2}}-8{km^{2}s^{-2}}=138{km^{2}s^{-2}}}}
سرعت فرا حدی هذلولوی در این مدار (سرعت فرضی در بی‌نهایت دور) در نتیجه به صورت زیر است:
{\displaystyle v_{\infty }={\sqrt {2\times 138km^{2}s^{-2}}}=16.6{km/s}\,\!}

## نیروی پیشران
فرض کنید:
- a شتاب مربوط به نیروی پیشران
- g شتاب گرانشی
- v سرعت راکت

به این ترتیب آهنگ تغییر انرژی ویژه راکت {\displaystyle \mathbf {v} \cdot \mathbf {a} } است که سهم انرژی جنبشی در آن {\displaystyle \mathbf {v} \cdot (\mathbf {a} -\mathbf {g} )} و سهم انرژی پتانسیل در آن {\displaystyle \mathbf {v} \cdot \mathbf {g} } است.
تغییر انرژی ویژه راکت بازا واحد تغییر در تغییر سرعت معادل است با:
{\displaystyle {\frac {\mathbf {v\cdot a} }{|\mathbf {a} |}}}
که هم ارز است با حاصلضرب اندازهٔ بردار سرعت v وکسینوس زاویه‌ای که با جهت بردار شتاب a می‌سازد.
بنابراین هنگامی که سرعت و شتاب هم جهت باشند و اندازه یا مقدار سرعت نسبتاً بزرگ باشد بازده کار انجام گرفته برای تغییر سرعت به حداکثر می‌رسد. هنگامی که زاویه بین سرعت و شتاب باز باشد به عنوان مثال برای پرتاب یا برای انتقال به مدار بالاتر، این به معنی تأثیر کردن تغییرات در سرعت در کوتاهترین زمان و در نهایت ظرفیت ممکن است. با گذشتن از کنار یک جسم بین سیاره‌ای به معنی افزایش نیروی پیشران در نزدیکی آن است. در هنگام گذار تدریجی به یک مدار بالاتر به معنی افزایش نیروی پیشران در اطراف نقطهٔ حضیض مداریست.
هنگام اعمال تغییر سرعت یرای کاهش انرژی ویزه مداری بیشترین بازده مربوط به حالتی است که سرعت و شتاب در جهات مقابل هستند و البته مثل حالت قبل اندازه سرعت بزرگ باشد. هنگامی که زاویهٔ بین سرعت و شتاب تند باشد مانند فرود (روی یک جسم بین سیاره‌ای بدون پوشش اتمسفر) یا در انتقال به یک مدار دایره‌ای به دور یک جسم بین سیاره‌ای موقع ورود از بیرون، به معنی اعمال تغییر سرعت در بلندترین زمان ممکن است. در حال گذر از کنار یک سیاره به معنی اعمال نیروی پیشران در نزدیکی آن است؛ و هنگام گذار به مدار بیضی پایینتر، به معنی اعمال نیروی پیشران هر بار در نزدیکی نقطه حضیض مداریست.
هنگامی که سرعت و شتاب در یک جهت اند تغییر انرژی ویژه:
{\displaystyle \Delta \epsilon =\int v\,d(\Delta v)=\int v\,adt}

## جدول سرعتهای (مماسی) مداری و مقدار انرژی ویژه
| مدار گردشی                          | فاصله مرکز به مرکز (km) | فاصله از سطح زمین یا ارتفاع (km) | سرعت مداری (km/s)                               | دوره گردش (h min sec) | انرژی ویژه مداری(MJ/kg) |
| ----------------------------------- | ----------------------- | -------------------------------- | ----------------------------------------------- | --------------------- | ----------------------- |
| نقطه‌ای ثابت روی استوا (برای مقایسه) | ۶٬۳۷۸                   | ۰                                | ۰٬۴۶۵۱                                          | ۲۴ (۱ روز)            | ۶۲٬۶−                   |
| چرخش روی مداری در استوا             | ۶٬۳۷۸                   | ۰                                | ۷٬۹                                             | ۱ ´۲۴ ´´۱۸            | ۳۱٬۲−                   |
| مدار پایین زمین                     | ۶٬۶۰۰ تا ۸٬۴۰۰          | ۲۰۰ تا ۲٬۰۰۰                     | مدار دایره‌ای: ۶٬۹ تا ۷٬۸ مدار بیضوی: ۶٬۵ تا ۸٬۲ | ۱ ´۲۹ تا ۲ ´۸         | ۲۹٬۸−                   |
| مدار مولنیا                         | ۶٬۹۰۰ تا ۴۶٬۳۰۰         | ۵۰۰ تا ۳۹٬۹۰۰                    | ۱٬۵ تا ۱۰٬۰                                     | ۱۱ ´۵۸                | ۴٬۷–                    |
| مدار زمین ایست                      | ۴٬۲۰۰۰                  | ۳۵٬۷۸۶                           | ۳٬۱                                             | ۲۳ ´۵۶                | ۴٬۶–                    |
| مدار گردش ماه                       | ۳۶۳٬۰۰۰ تا ۴۰۶٬۰۰۰      | ۳۵۷٬۰۰۰ تا ۳۹۹٬۰۰۰               | ۰٬۹۷ تا ۱٬۰۸                                    | ۶۵۵ ´۱۲ (۲۷٬۳ روز)    | ۰٬۵–                    |